# 레이스 (수예)

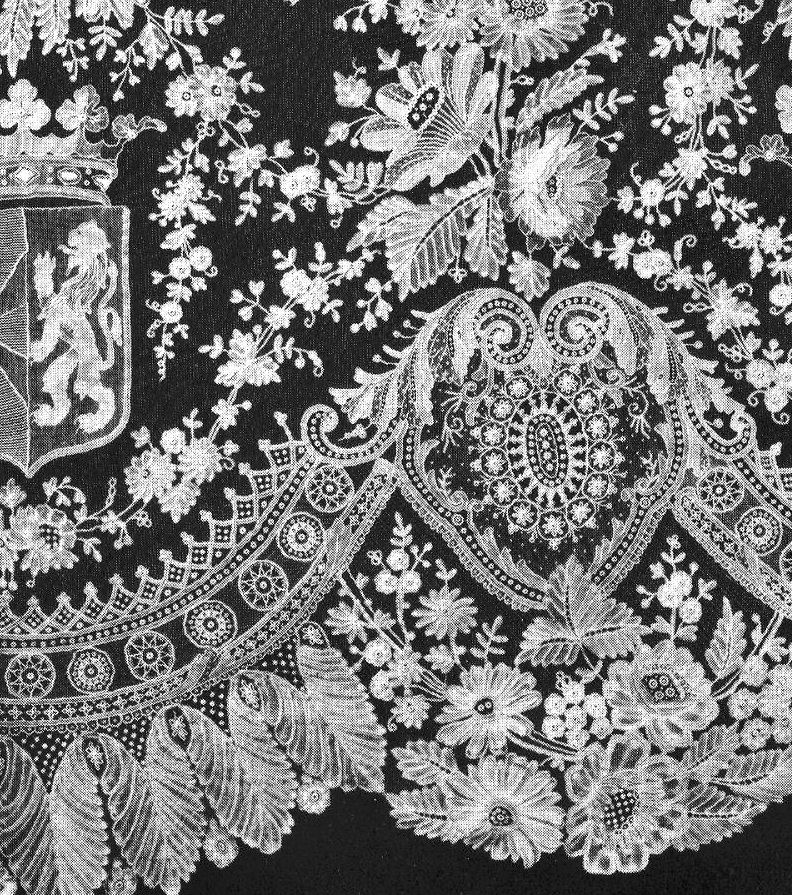
레이스

레이스(lace)는 서양식 수예 편물의 하나로, 실을 코바늘로 떠서 여러 가지 구멍 뚫린 무늬를 나타낸다. 장식용으로 널리 사용되며, 종류에는 베네치아레이스·아플리케레이스·발렝시엔레이스·호니톤레이스·브뤼셀레이스·태팅레이스 등이 있다.